# Staleochlora
Staleochlora is een geslacht van rechtvleugeligen uit de familie Romaleidae. De wetenschappelijke naam van dit geslacht is voor het eerst geldig gepubliceerd in 1992 door Roberts & Carbonell.

## Soorten
Het geslacht Staleochlora omvat de volgende soorten:
- Staleochlora arcuata Rehn, 1908
- Staleochlora brevipennis Bruner, 1911
- Staleochlora curupira Roberts & Carbonell, 1992
- Staleochlora fruhstorferi Bolívar, 1890
- Staleochlora humilis Rehn, 1909
- Staleochlora pulchella Rehn, 1909
- Staleochlora ronderosi Roberts & Carbonell, 1992
- Staleochlora trilineata Serville, 1831
- Staleochlora viridicata Serville, 1838